# 达芒语支
达芒语支（Tamangic languages; TGTM languages; West Bodish languages）是藏缅语族的一个支系，和藏语方言同属藏-喜马拉雅语群，有160万人使用，主要分布在尼泊尔北部。
Mazaudon (1994)构拟了原始达芒语。Bradley (1997)的“藏语支”和无我 (2001)的藏-喜马拉雅语群将达芒语和藏语群、西喜马拉雅语支联系起来。

## 语言
主要包括以下语言：
- 达芒语（Tamang），120万人
- 古隆语（Gurung）gvr，40万人
- 塔卡利语（Thakali）ths，6000人
- 塞克語（Seke）skj，700人
- 玛囊巴语（Manangba）nmm，4000人，包括以下：
  - 玛囊语（Manang）,加松多语（Gyasumdo）,纳尔普语（Nar Phu）,尼尚特语（Nyeshangte）
  - 纳尔普语（Nar Phu）npa，800人
- 长特雅勒语（Chantyal） chx，2000人
- 加勒语群（加勒语（Ghale）、古荡语（Kutang）），达芒人使用，可能与达芒语有关。
- 凯科语（Kaike）kzq，可能是最异质的语言。

## 外部連結
- Just 700 Speak This Language Seke (50 in the Same Brooklyn Building) （页面存档备份，存于）